# Balomiru de Câmp, Alba
Balomiru de Câmp (în maghiară Balomir, în germană Ballendorf, Belendorf, Balmiren) este un sat în comuna Șibot din județul Alba, Transilvania, România.

## Imagini

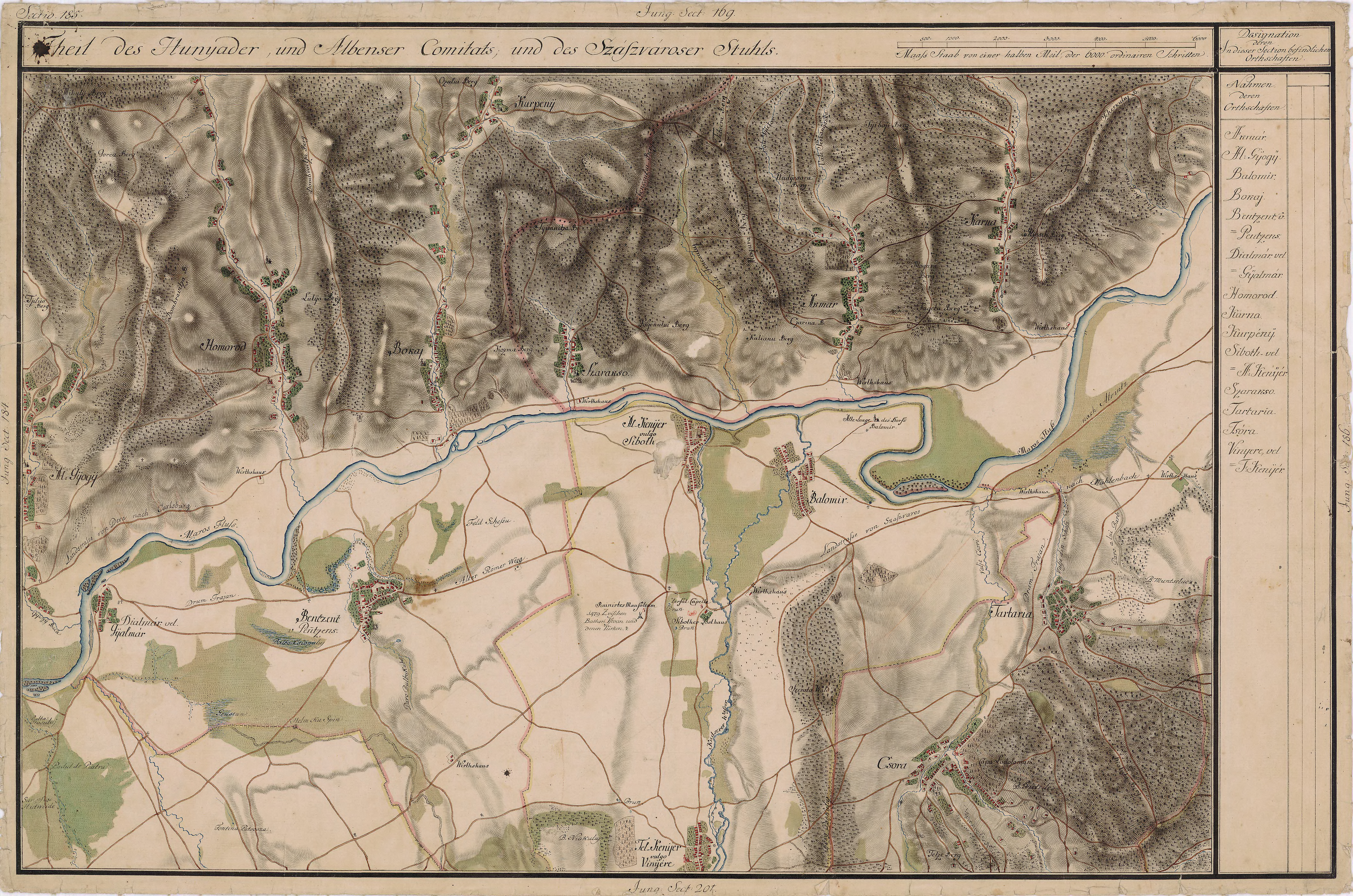
Balomiru de Câmp în Harta Iosefină a Transilvaniei, 1769-1773
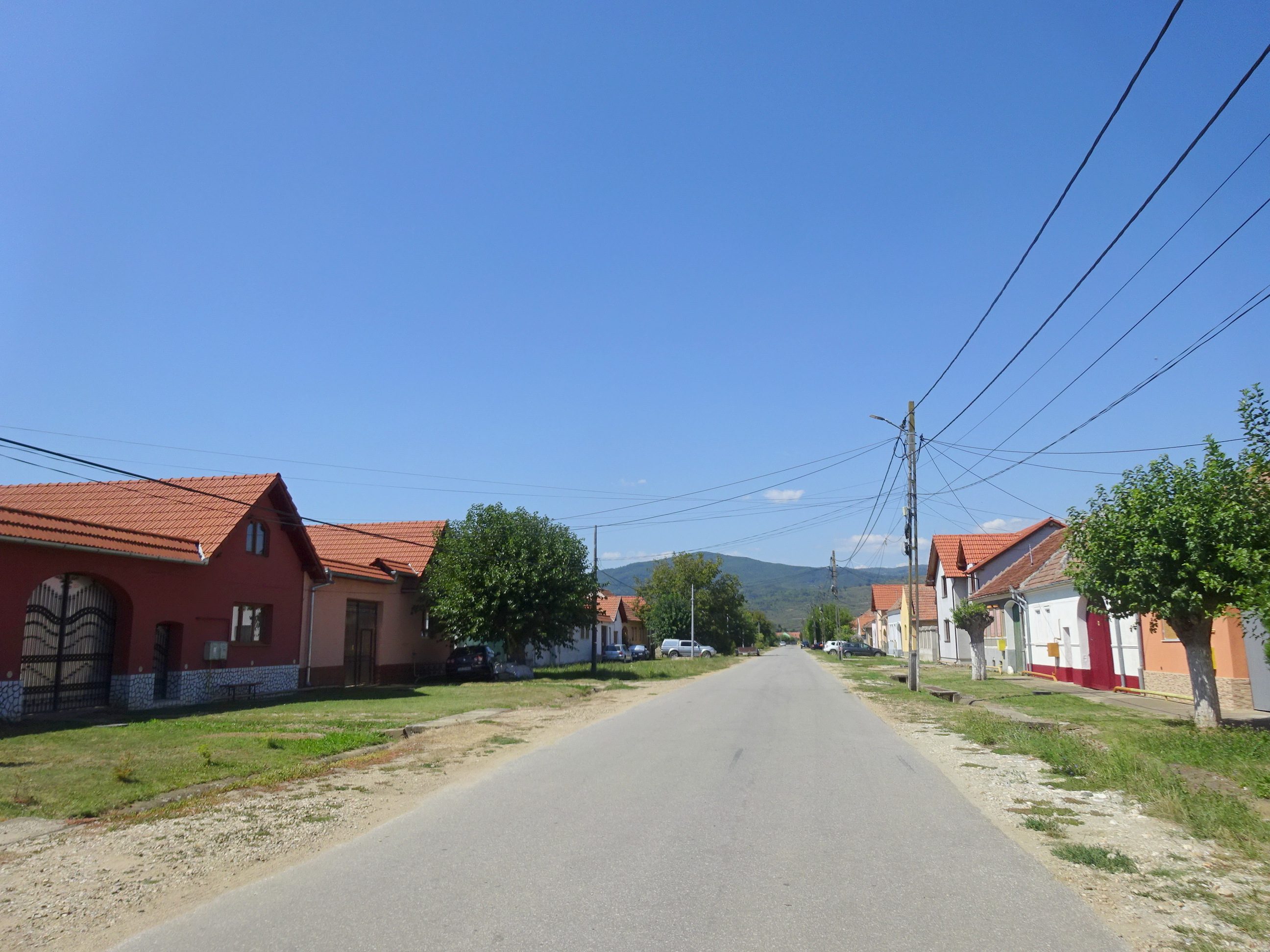
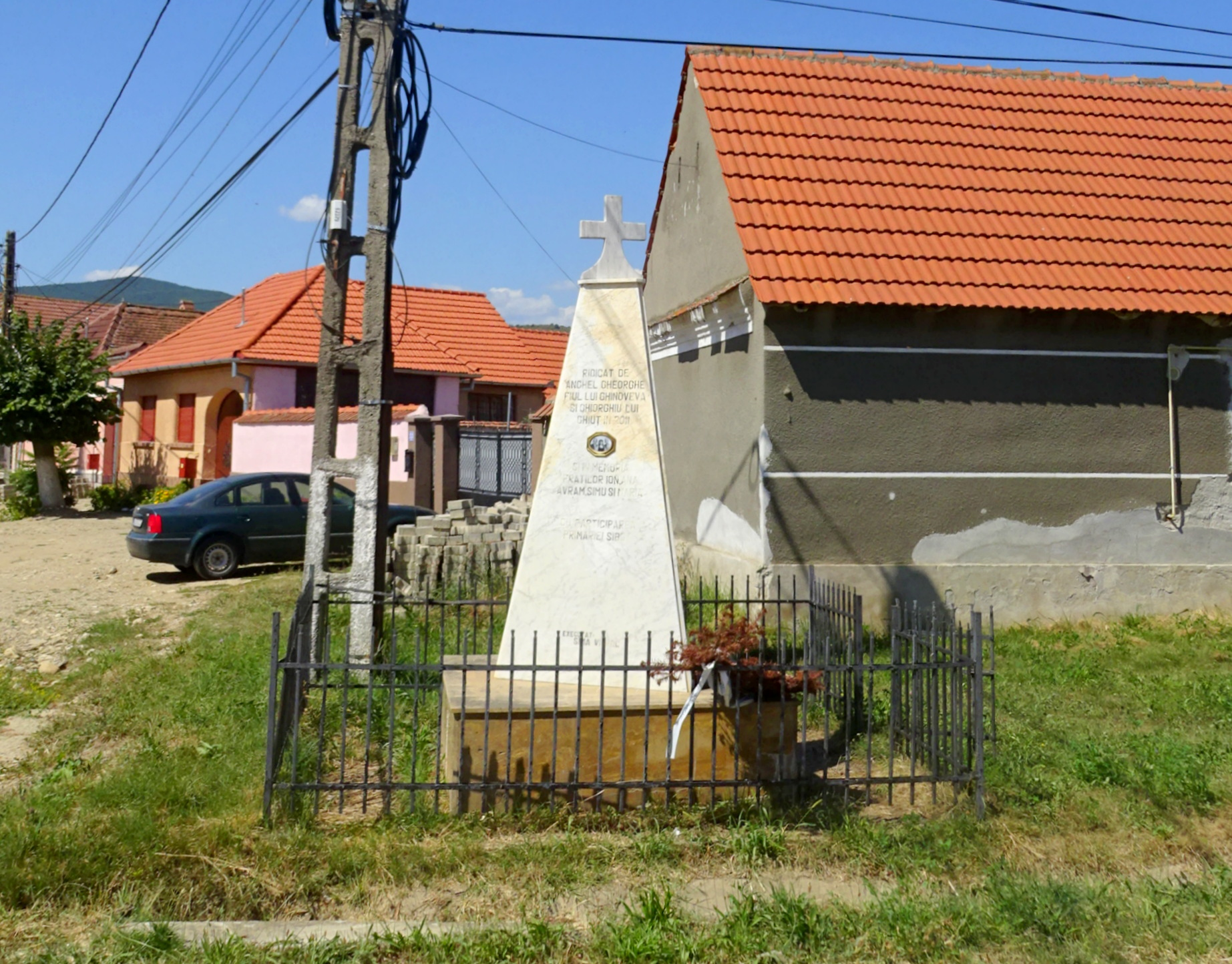
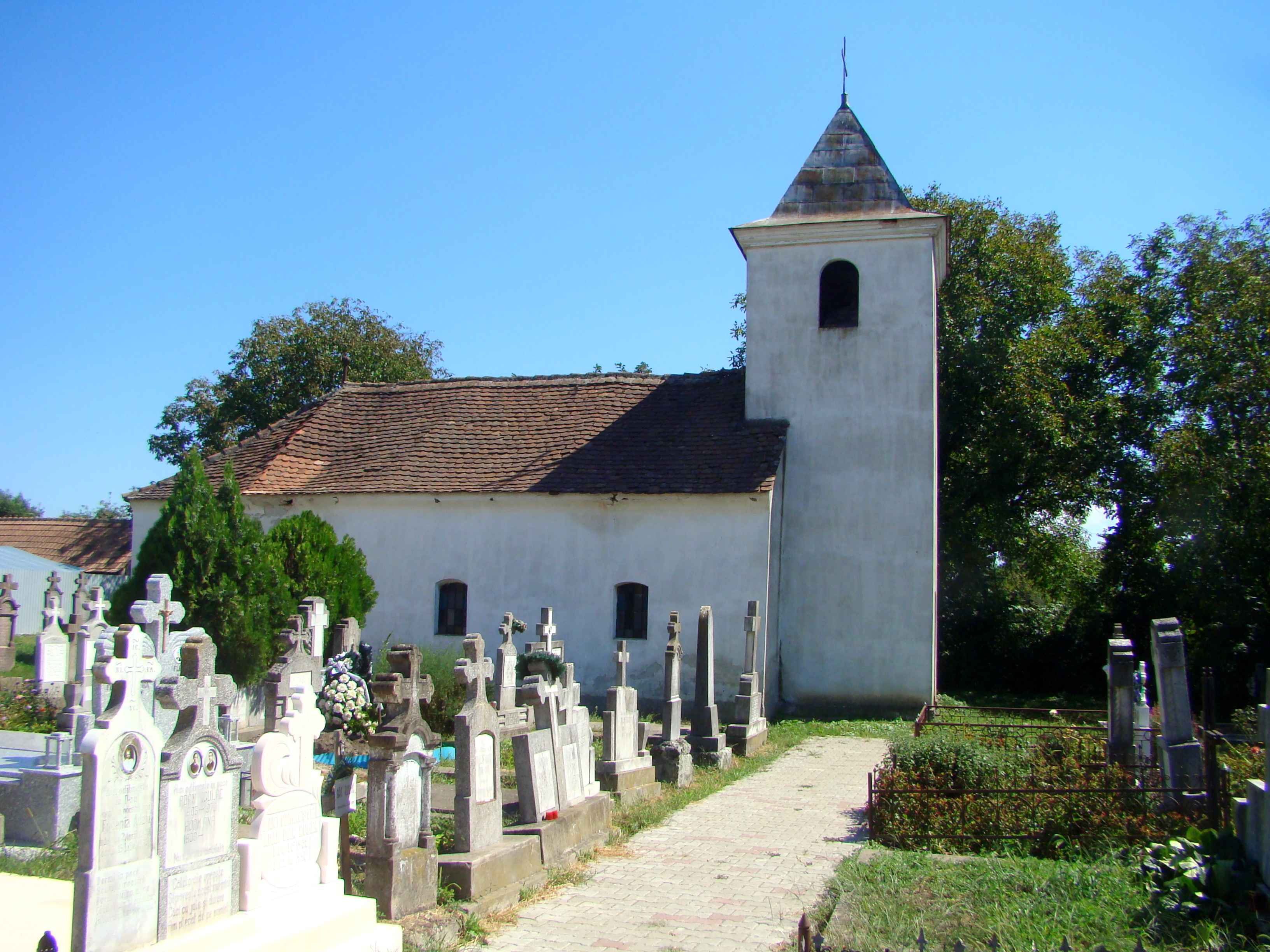
Biserica Sfinții Apostoli din Balomiru de Câmp (1848)
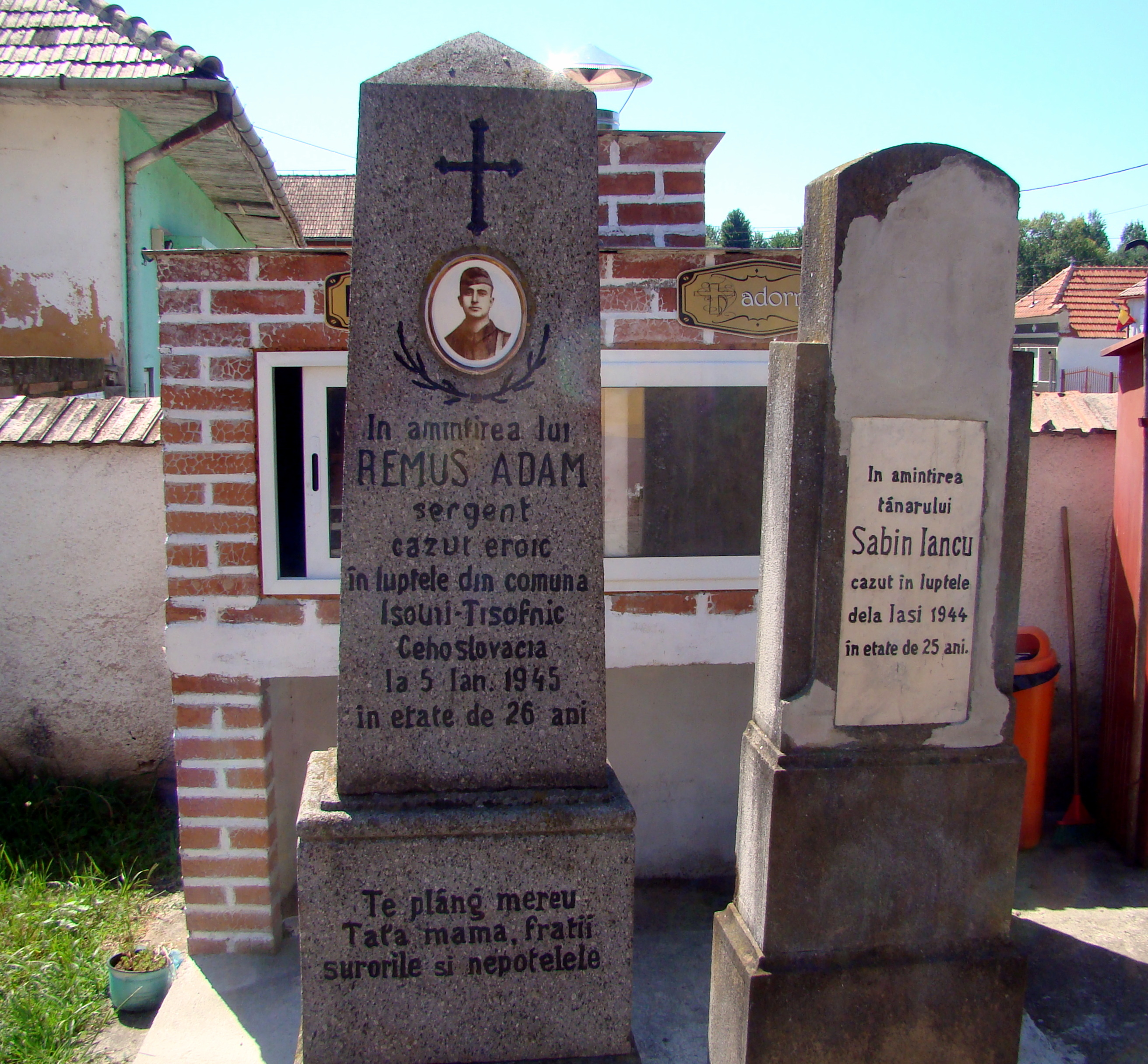
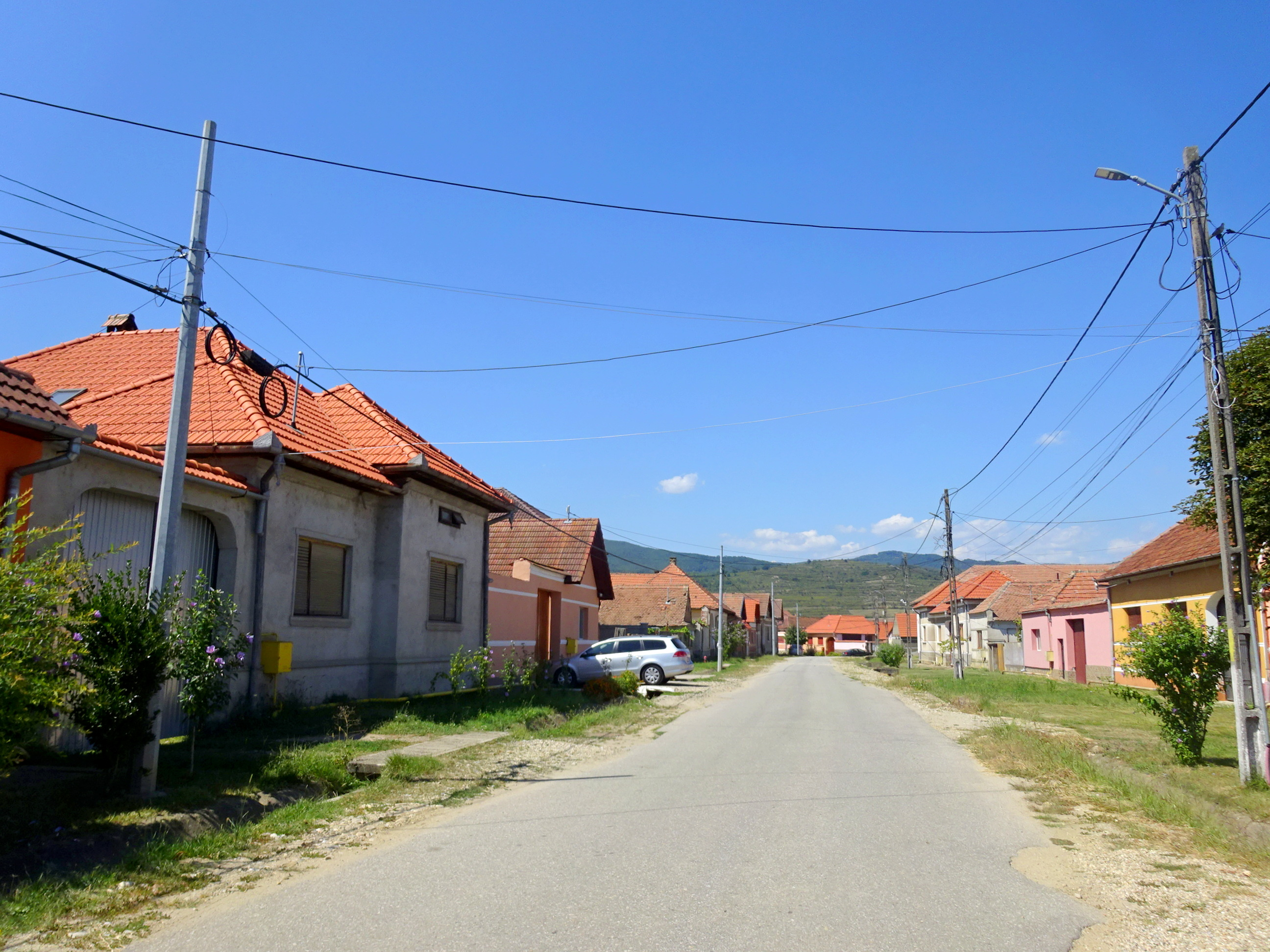
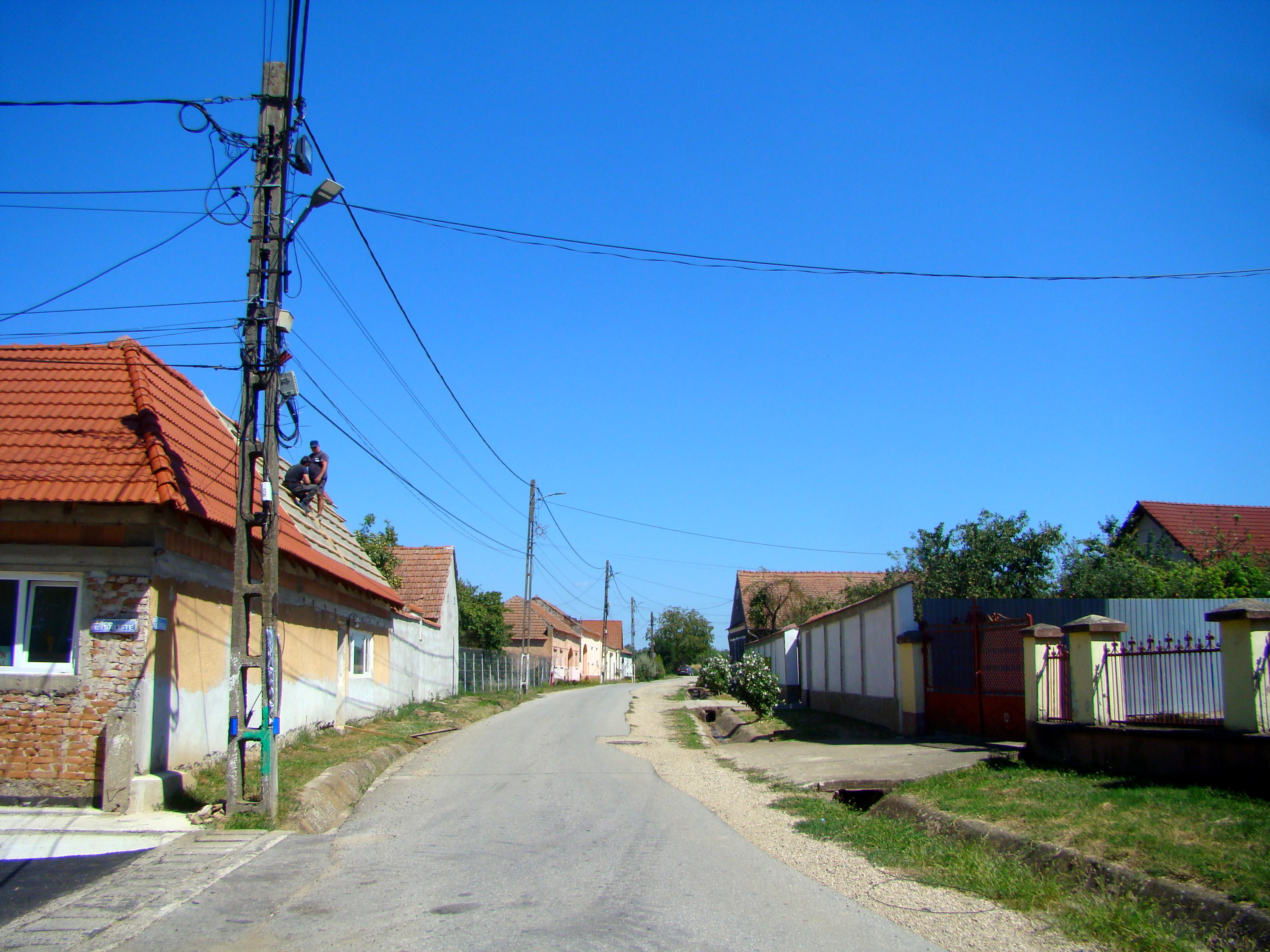
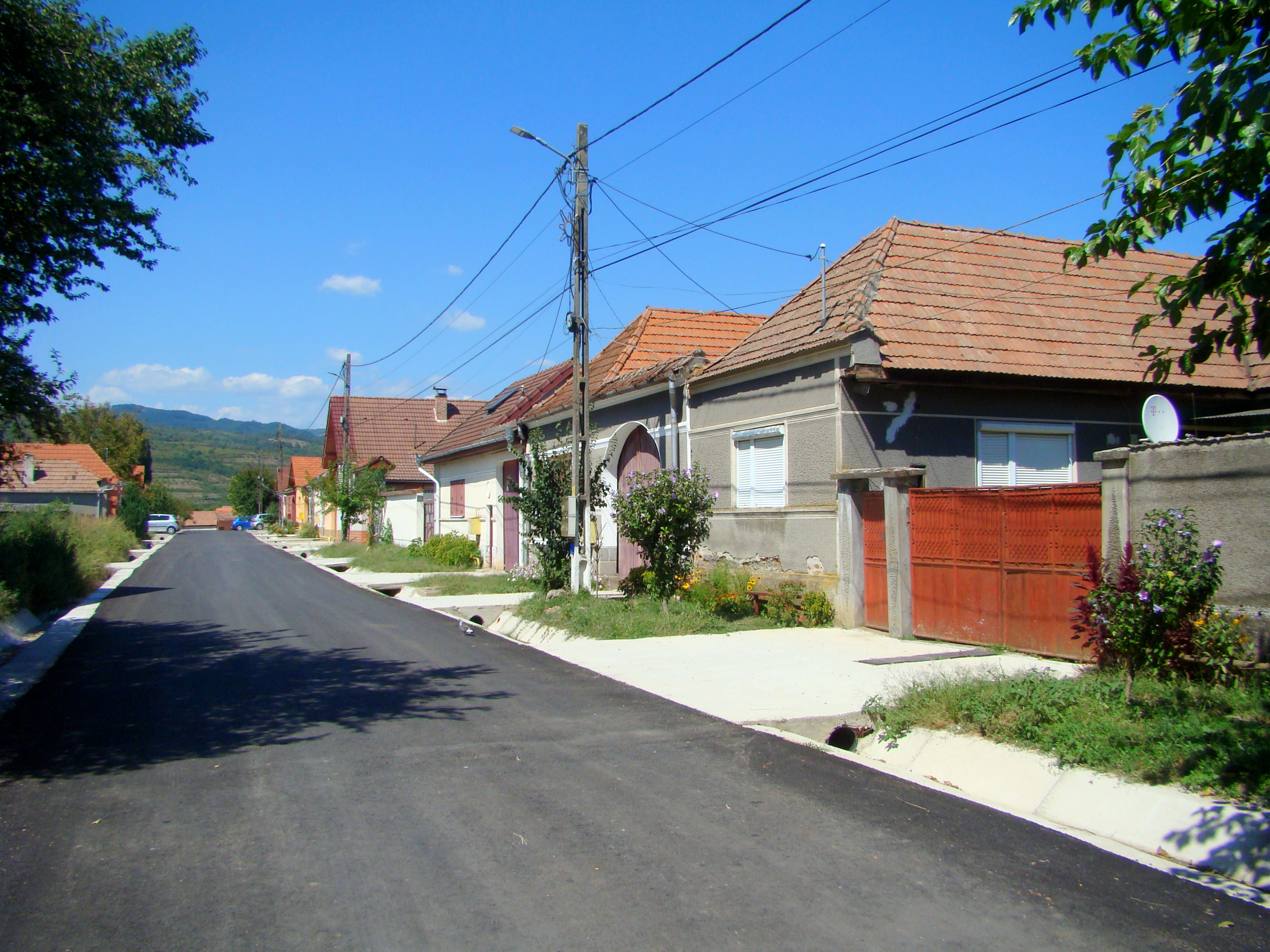
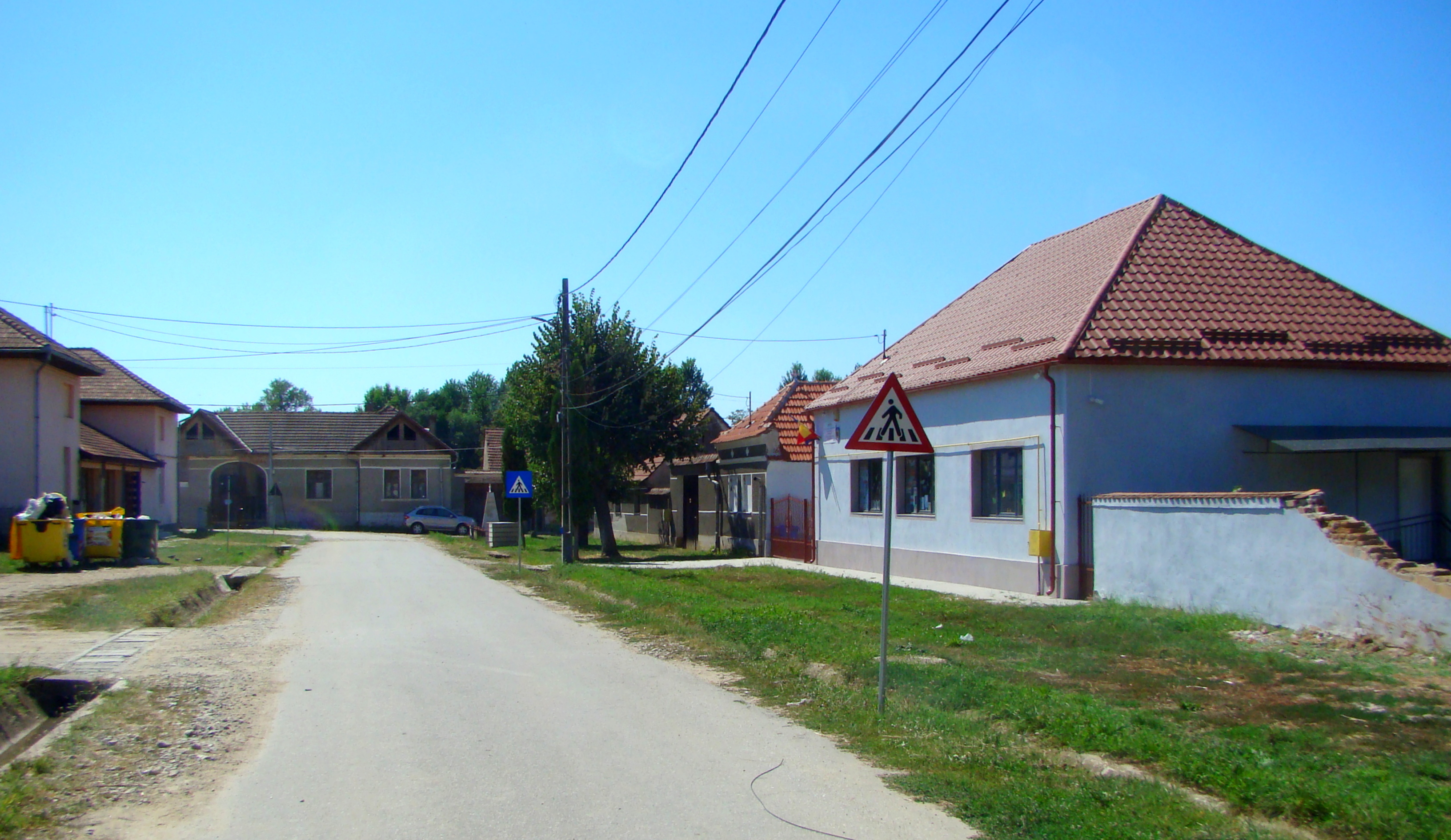
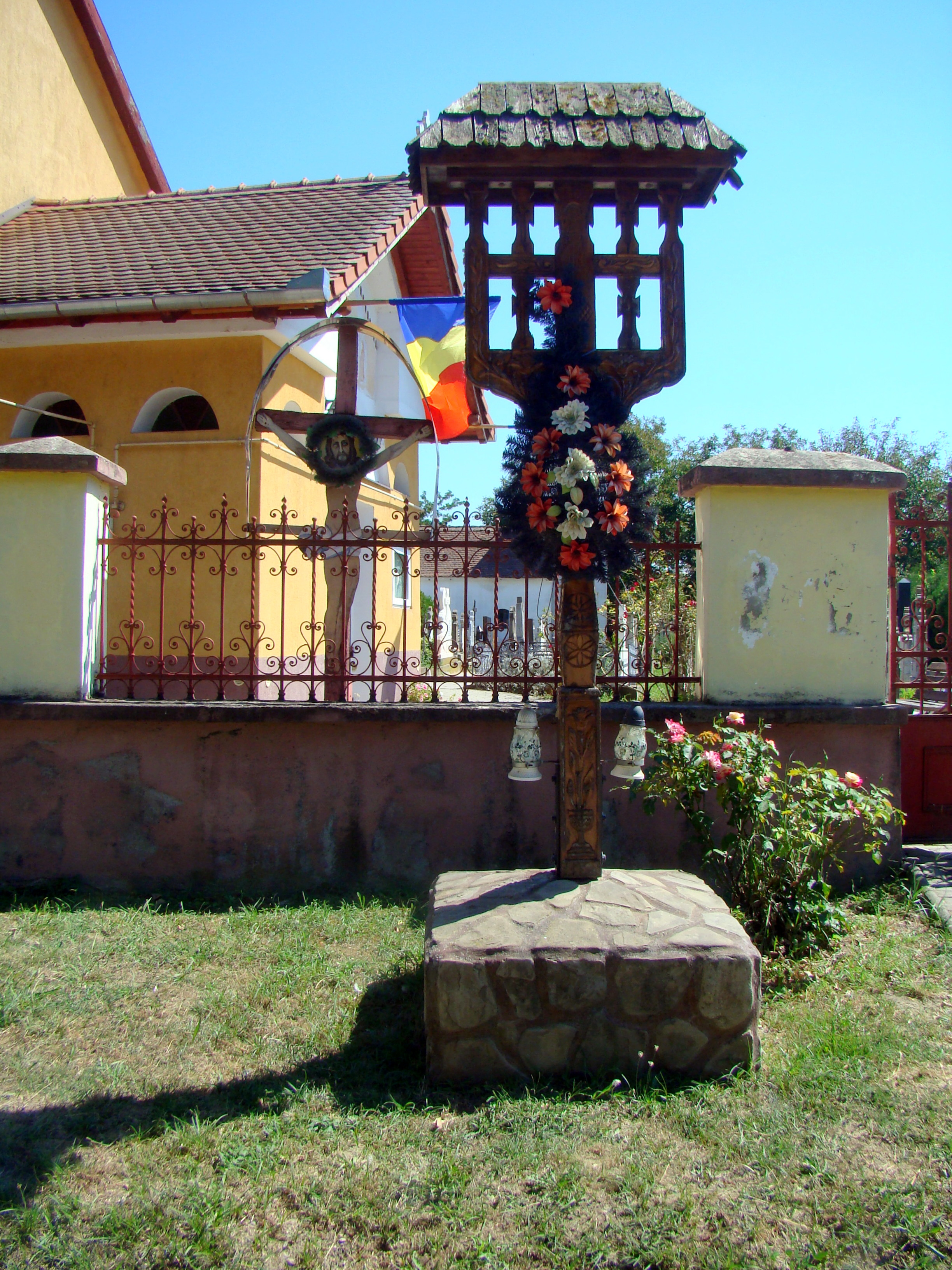
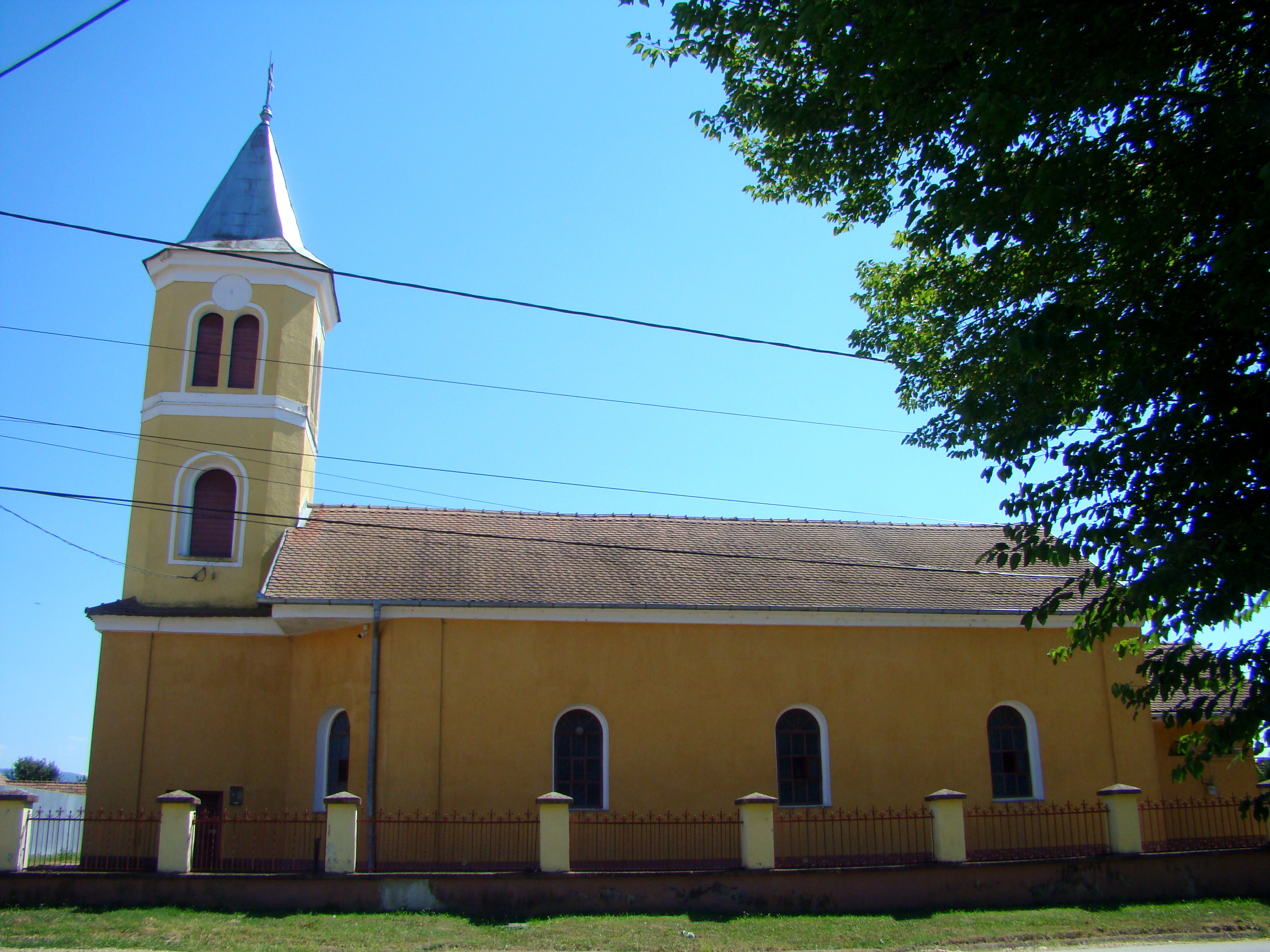
Biserica Adormirea Maicii Domnului din Balomiru de Câmp (prima jumătate a secolului al XIX-lea)
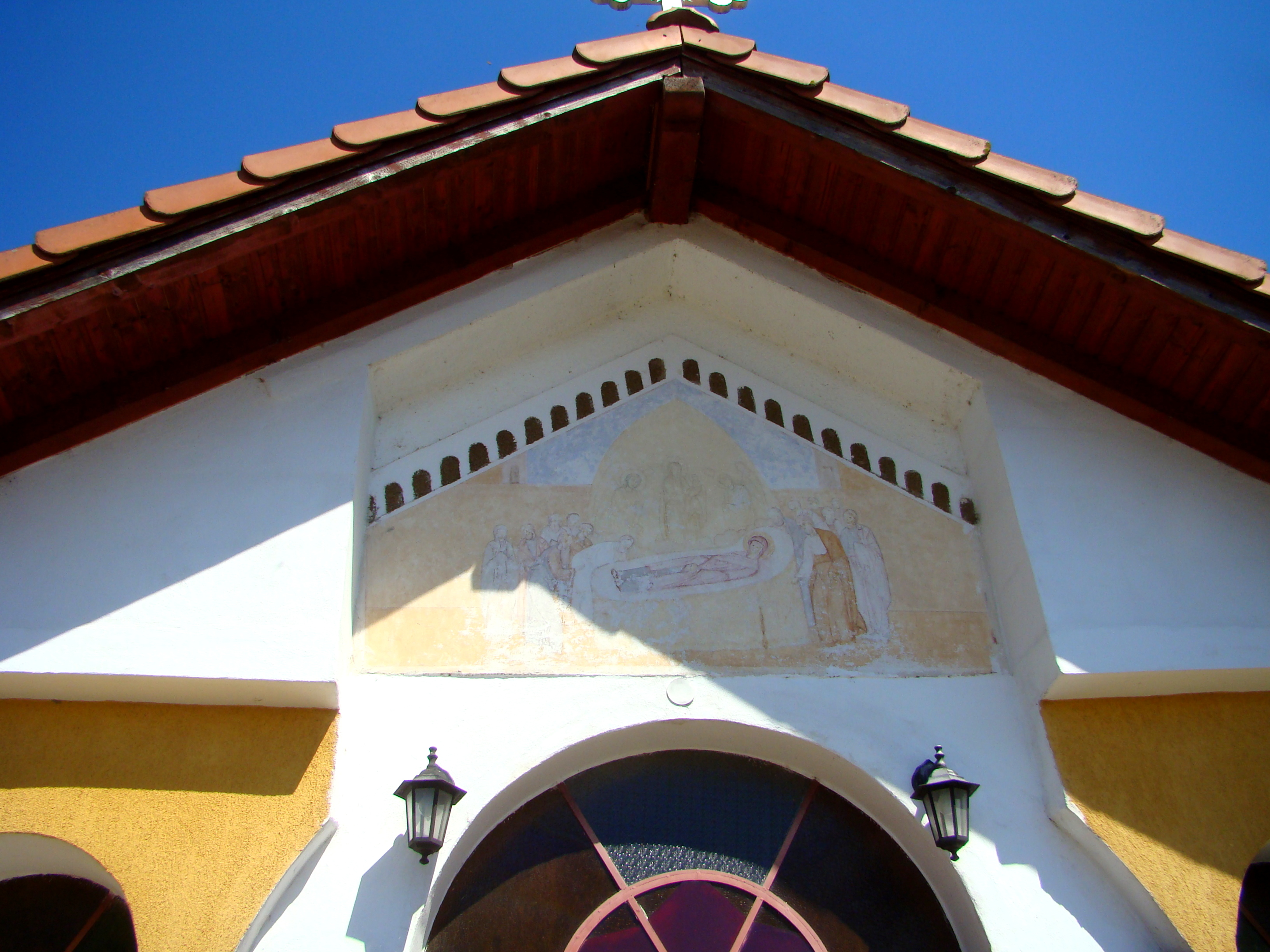